# Personaggi del Grande Blek
Elenco dei personaggi della serie a fumetti de il grande Blek; nelle storie è presente una suddivisione spesso schematica tra buoni e cattivi caratterizzati da un aspetto sgraziato per cui possono essere così suddivisi:

## Personaggi positivi
- Roddy Lassiter: piccolo trapper [già orfano di madre] che ha incominciato ad aiutare Blek dopo la morte del padre per mano delle giubbe rosse. Rimane sempre vicino al professor Occultis, in cui rivede la figura paterna perduta ed è in genere complice delle sue birichinate.
- Professor Cornelius Occultis: Grande erudito ed <<esponente delle cose occulte>>, amico dei genitori di Blek. Fin dai primi giorni che sbarcò in America si fece la fama di stregone presso i villaggi indiani, impressionando i Pellerossa con piccoli giochi di prestigio. Aiuta sempre Blek nel creare piani contro gli Inglesi. Occultis è un mago dell'ipnotismo alla stregua del popolare Mandrake il mago, ma con poteri assai minori.
- Avvocato Connoly: è il capo della resistenza contro la Madrepatria nella regione dove vive Blek Macigno. Nella regione vicina dove agisce il Comandante Mark, il suo corrispondente è il dottor Strong.
- Soshima-Taka: Bambina indiana poco più giovane di Roddy, rimane orfana della sua famiglia a causa della malvagità di Feroce Ferocio[2] e sarà presa in casa dal Professor Occultis, entrando così di fatto nella famiglia di Blek. Manitù le fece il dono di comunicare con tutti gli uccelli attraverso il suo flauto, arrivando così - in una avventura - perfino a salvare Blek dagli artigli di un'aquila[3]. Lascerà la casa di Blek quando la sua tribù, i Tchak-wash, rimasti senza un capo la eleggeranno loro Principessa.
- Il capitano Sanders: Capitano inglese che ammira la lealtà e il coraggio di Blek. Quando verrà imprigionato con l'accusa di aver rubato un carico d'oro sarà proprio il capo dei trapper a salvargli la vita fornendo le prove della sua innocenza.[4]
- Il pastore Smith: Nell'accampamento dei trapper vi è una chiesetta, con a capo il pastore Smith. Compare nell'episodio de "Gli Immortali"[5].
- Frate Calvario: Altro personaggio ecclesiastico, questa volta un frate cappuccino, che - nonostante l'abito che indossa - cerca di uccidere il generale inglese Morris, detto "La Belva"[6].
- I Figli del Dragone Nero: Un gruppo di samurai vengono in America per distruggere i trapper di Blek e intascare le ben centomila sterline richieste al generale Maxwell dalla loro guida, il nobile Karawashi. Ma un gigantesco mongolo al suo servizio chiamato Kamikaze viene salvato da Blek ed esorta il suo padrone a risparmiare i tre amici. Insieme a Li-wang fou (indubbiamente un cinese), i mercenari dimenticano il loro passato e alla fine dell'avventura, Karawashi diventa Lunga Sciabola, capo della tribù dei Dragoni Neri, nata sulle ceneri della tribù Chikawas, distrutta dall'esercito inglese[7].
- Tilly Fremont: La figlia del generale inglese Fremont comandante del forte De Quincey, viene rapita da un gruppo di banditi e consegnata al capo dei Tchikadees per tenerla prigioniera. I banditi sperano così di costringere il generale a consegnarli un carico d'oro in arrivo al forte in cambio della bambina che ha la stessa età di Roddy. Ma Tilly riesce a legare un biglietto d'aiuto ad una zampa di un'anatra selvaggia che sarà poi colpita dal Professore. Blek quindi penetra di notte nel campo indiano e libera la bambina; purtroppo i tre amici vengono catturati da un drappello di giubbe rosse e Tilly cerca di liberarli. Non fa in tempo perché i suoi rapitori la sequestrano di nuovo e Blek, insieme al tenente inglese, deve cercare ancora di liberarla, cosa che farà dopo aver riempito di botte i banditi. Un bel personaggio positivo scaturito dalla mano di Bernasconi.[8]
- I compagni della "Freccia Nera": Per una serie di imprevedibili coincidenze, Blek, Roddy e il Professore, sbarcano a Londra dopo aver solcato l'oceano a bordo della "Bonhomme Richard" del corsaro americano John Paul Jones (1747-1792). Fatto saltare l'arsenale di Rochester, vengono catturati, ma vengono in loro aiuto i compagni della "Freccia Nera", guidati dal loro capo Coke di Norfolk (che ricorda molto da vicino Ellis Duckworth, personaggio del romanzo La freccia nera di Robert Louis Stevenson). Ma il loro covo nel labirinto di vie cupe e tortuose di Whitechapel viene incendiato dal malefico Paul Fielding detto il Cieco e i compagni prendono rifugio nella foresta di Sherwood, luogo tradizionale delle gesta di Robin Hood.[9]
- Nessie: Sempre nell'avventura "Blek a Londra", i tre amici devono raggiungere il lago di Inverness per essere recuperati dal corsaro Jones. Mentre Roddy è intento a pescare sulle rive del Loch Ness prende all'amo proprio Nessie![9]
- Il Bisonte Bianco: Una gigantesca invasione inglese è partita dall'est in direzione ovest. Suo obbiettivo è quello di respingere le forze americane del Canada verso il Mississippi. Unica risorsa per gli americani è di sollevare tutte le tribù dei Grandi Laghi contro la forza inglese. Blek si assume l'impresa pazzesca di percorrere almeno sessanta miglia al giorno, attraverso una natura ostile in terre ancora sconosciute per raggiungere questo scopo. In questa grandiosa avventura il capo dei trapper si trova davanti dapprima al "Dio Niagara" ovvero le gigantesche Cascate del Niagara talmente impressionanti che gli indiani ne hanno fatto un dio potente e temibile e poi ad un'altra forza della natura, appunto il Bisonte Bianco o Polpa-kaah, il bisonte sacro dal manto immacolato, guardiano del paradiso indiano. Spettacolare è vedere Blek cavalcare questo bisonte bianco con la fronte marcata da una stella rossa, sotto la tempesta. Questa storia, opera di Navarro e Mitton è un vero capolavoro.[10]
- Il saggio Waskahona: Nella regione dove scorre il fiume Mehomeena, è stato disseminato dai militari inglesi, il bacillo di una mortale malattia che ha sterminato uomini, pesci e animali. Il veicolo che trasporta la morte è l'acqua e Blek cade ammalato proprio nel momento più critico, ovvero quando Roddy - anch'egli ammalato - è prigioniero degli Uroni, i quali lottano per avere le medicine che possano curare il loro popolo. Solo il Professore ne resta immune, e scopre il batterio malefico e la maniera di combatterlo attraverso il sangue dei castori, unici sopravvissuti a questa sorta di Peste. Eppure Blek riesce a risorgere dalla mortale malattia. Ha dentro di sé la forza spirituale che lo guarisce. Quando visse qualche tempo in mezzo al popolo rosso, venne morso da un crotalo e il saggio sciamano Waskahona risvegliò in lui questa potente forza, una forza di cui non tutti possono giovarsene.[11]
- Il professor Pancotto: Vecchio compagno di studi del professor Occultis alla università di Perugia, intento a esperimenti su un nuovo tipo di polvere da sparo. Si trova in America perché ricattato dai militari inglesi che hanno sequestrato la figlia Letizia, una bambina dell'età di Roddy, dalla loro casa in Toscana. La bambina è prigioniera a forte Thunderboldt, all'imboccatura del fiume Alleghany, ai piedi della scogliera dei Tre salici. Il forte è imprendibile, circondato com'è da acque e paludi, tanto che Blek viene catturato mentre tenta di liberare Letizia e il Professore e Pancotto devono realizzare tre macchine volanti ispirate ai disegni di Leonardo Da Vinci. Tre primitivi paracaduti chiamati MonnaLisa I, II e III con cui i due amici insieme a Roddy penetrano dall'alto nel forte e lo fanno esplodere dopo aver liberato Blek e la bambina.[12]
- Johanny Dugraton: Figlio del miglior salumaio di Lione e amico d'infanzia e di avventure del professor Occultis, al secolo Cornelius Pompette & Lagoutte e a sua volta figlio di un viticultore di Nuits-Saint-Georges in Borgogna. Dugraton è entrato nelle Giubbe Rosse per ordine del Re d'Inghilterra, diventando così il capitano Yorkham (ovvero prosciutto di York), che cattura il vecchio amico, insieme a Roddy e a Blek, ma mentre sta per fucilarli, Johanny riconosce il Professore e si schiera sotto la bandiera di Blek Macigno. Una simpatica commedia scritta da Navarro e illustrata da Mitton.[13]
- Il trapper Brand: È uno dei primi trapper a divenire amico di Blek, subito dopo la sua nomina a capo dei trapper da parte dell'avvocato Connoly. Un uomo robusto, forte come un grizzly e con un occhio solo (come il personaggio di Nippur di Lagash), ma si dimostra un po' ingenuo facendosi tramortire da Roddy mentre sorveglia la cella di Blek nella vicenda de "Il Gatto". Forse è per questo che nella prima edizione italiana hanno storpiato il suo nome in Brandy. È ispirato alla figura del disegnatore Branko Plavsic, che seppur invalido dell'occhio destro è stato un bravo disegnatore di fumetti.[14]
- Hazel, regina dei lupi: Blek, sfinito da aver lottato in una sola giornata contro un grizzly (a cui a spezzato il collo, prendendolo alle spalle), un branco di avanzi di galera messi sulle sue tracce dal governatore inglese, un manipolo di indiani Uriha, vendutosi agli inglesi per qualche gallone di alcol, rimane svenuto nella neve in attesa della morte. Ma a pochi passi da lui compare una strana figura che comanda ai lupi di trascinare il trapper svenuto alle grotte di Apabathouel. Salmodiando antiche litanie in una lingua sconosciuta, l'anziana si prende cura di Blek, cosa che per lei è un grande onore. Ma gli inseguitori del capo dei trapper sono vicini e l'anziana dona a Blek un anello e poi scompare come per magia. L'anello aiuterà ancora Blek che ritornerà nelle grinfie dei galeotti alleati ora con gli Uriha, facendo venire in suo aiuto un alce, il cui calore lo protegge dal freddo e dei lupi che con i loro denti taglieranno le corde che lo tengono prigioniero. Solo alla fine di tutte le sue traversie, Blek apprende dal suo amico Hawkee, capo della tribù Wakashi, di essere stato salvato da Hazel, regina dei lupi.[15]
- Piccolo Piede: Durante una battuta di caccia, Blek colpisce un magnifico cervo, ma scopre subito che anche una freccia lo ha colpito. La freccia è partita dall'arco di amazzone indiana che, scoprirà in seguito, si chiama Piccolo Piede. Ma Blek per poterla sposare deve prima lottare contro il guerriero Otava-te, figlio del capo Oxford. Quindi arriva al matrimonio con degli occhi neri. L'originale in serbo è Mala Šapa (Piccola Zampa).[16]
- Alice O'Brien: Dopo aver pestato delle Giubbe Rosse in una locanda (compresi l'oste e la moglie), Blek, Roddy e il Professore prendono sotto la loro protezione una fanciulla appena arrivata dall'Irlanda, in cerca del padre scomparso, forse un trapper di Blek. Portata la fanciulla a Bonington dalla vedova Quaker, viene avvicinata da un giovanotto, Roy Butler, con cui aveva fatto il viaggio in America sullo stesso battello. Purtroppo il padre del ragazzo è l'assassino del genitore di Alice, sennonché Blek in un fortino assediato dagli indiani salva uno smemorato e il professore grazie a una medicina di cui solo lui conosce il segreto gli ridà la memoria. Quest'uomo è Harry O'Brien, padre di Alice, che dopo aver ritrovato la figlia smaschera la perfidia di Sam Butler, il quale cercava a tutti i costi di ostacolare l'amore tra suo figlio Roy e Alice. L'arrivo dei militari inglesi provoca la morte di Bluter. Un mese dopo i due ragazzi celebrano il loro matrimonio all'accampamento dei trapper. Un grazioso feuilleton scritto e disegnato dal Maestro Cedroni.[17]
- Antonio Esposito: Giornalista italiano, anzi come capisce subito il Professore, napoletano e al ricordo di quella città al professor Occultis vengono subito in mente gli spaghetti ai frutti di mare e la pizza. Esposito vorrebbe seguire Blek per narrare ai lettori della Gazzetta le avventure dei rivoltosi americani, ma Blek rifiuta. Il capo dei trapper deve far saltare l'arsenale della piazzaforte di Yarmounth, travestito da operaio del porto, incarico che ha assunto con documenti falsi. Esposito segue di nascosto tutte le fasi dell'impresa, per poi presentarsi a Blek e ai suoi amici mentre assistono al furioso incendio e il professore lo invita al campo perché gli prepari una pentola di spaghetti.[18]
- Il grande Onda: Un'onda gigantesca travolge il veliero che fa vela verso l'America e in cui ci sono oltre a Roddy, Blek e il Professore, un gruppo di arabi che trasportano un magnifico stallone. Roddy si salva insieme al cavallo e decide di chiamarlo Onda in ricordo del tragico evento in cui si sono conosciuti. Onda diventa il mezzo per liberare Blek, attraverso una corsa di cavalli che si svolge a Strowberry Hill, di cui è letteralmente pazzo il capitano inglese Clark. Roddy riesce a vincere la gara e il capitano fa fede alla sua parola data al professor Occultis e libera blek ma gli Arabi rivogliono il cavallo perché nella sua criniera è nascosta una mappa. Kamal, capo degli Arabi, infuriato vuole uccidere il piccolo trapper ma Onda si frappone tra di essi e muore, salvando la vita di Roddy e in sua memoria viene scolpita una statua di legno.[19]

## Personaggi negativi
- Giubbe rosse: Le Giubbe rosse (red coats) erano i componenti dell'esercito inglese, più precisamente reparti di fanteria di quel New Model Army creato su volere di Oliver Cromwell. Blek li chiama scherzosamente "gamberi rossi" o "piedi neri".
- Governatore di Portland: Primo avversario affrontato dal capo dei trapper, se all'inizio sembra un bravo funzionario delle Colonie poi si scopre essere in realtà Mister Devil, il capo di una banda che perseguita i trapper per subentrare ad essi nei territori di caccia.
- Baker il mago: Ipnotizzatore dal cranio pelato che lotta contro Blek. Ha un gorilla in gabbia, Togo, che aizza contro il capo dei trapper ma Blek gli spezza il collo. Baker viene ucciso dal capo degli Athabaska, a cui Baker aveva rapito la figlia Tahamila.[20]
- Il Pipistrello: Sinistro personaggio mascherato da una mantellina nera. Porta un anello che lascia sulle sue vittime il marchio GB (Gran Bretagna?), alla luce del giorno recita la parte di un falso monco.[21]
- I Tre samurai: Blek si trova a lottare contro il samurai The-Ochi e i suoi due figli, venuti in America per vendere all'esercito inglese il "Drago degli abissi", un primitivo, temibile sottomarino a forma di sfera.[4]
- L'Avvoltoio: Sinistro e pazzoide, è un personaggio - con indosso solo un lungo giacchettone di pelliccia - che costringe Blek ad entrare nel Deserto di Teltanapuan, o Deserto di Sale, dopo aver rapito Roddy e il Professore. Agisce per conto di Crazy Gold King, un avventuriero autonominatosi Re della città di Crazy City, situata in una gola fiancheggiata da alte montagne, oltre il Deserto di Sale[22].
- Il Colonnello Reding: Astuto ufficiale inglese che lotta continuamente e inutilmente contro Blek. Stupisce solo i mediocri il fatto che Blek nell'episodio "Sua altezza il principe Albert"[23] pronuncia la frase «affinché lo sappiate vi dirò che il colonnello Reding è l'unico inglese che rispetto» dimostrando di saper rendere merito a chi difende con onore le sue idee anche se non le condivide. Stupisce che abbia in tutte le avventure un volto diverso, forse la Dardo voleva creare una saga particolare all'interno degli episodi immediatamente successivi a quelli dei padri di Blek, la esseGesse. Nell'ultimo episodio di questa "saga", intitolato "Jack il Rosso"[24], Reding, impazzito dalla rabbia e dalla disperazione fugge inseguito da Blek e muore precipitando in un burrone.
- Gli Immortali: Blek inseguito dall'esercito inglese, si rifugia in una grotta della Sierra Mala. Percorsa una lunga scalinata scavata secoli prima nel ventre della innevata "Montagna Sacra", si ritrova nel regno degli indiani Falco, una strana razza di indiani [probabilmente di razza bianca] che non raggiunge mai la pianura. Essi sono governati dalla principessa Marahni, signora delle "Terre del Cielo", e la sua razza può vivere fino ad millequattrocento anni; cosa ancora più stupefacente gli indiani Falco fanno uso di energia elettrica! Un residuo di un'antica colonia di Atlantide?[5]
- Feroce Ferocio: Uomo malvagio (nemesi di Blek). Un trovatello allevato dal sinistro londinese Mister Frakeny, a cui ha insegnato tutte le discipline della lotta e della guerra. Un uomo spietato e sovente vigliacco che come unico obbiettivo ha la morte di Blek[2].
- La Scuola del Crimine: Sempre Mister Frakeny, sceglie e addestra venti uomini cercandoli prima nelle prigioni e nei bassifondi della capitale inglese. In seguito sviluppa ancora di più la loro tendenza verso il crimine creando un vero branco di potenziali assassini al comando di Feroce Ferocio. È solo con l'aiuto dei Tchak-Wash di Soshima-Taka che Blek riesce ad annientarli[25].
- I Fratelli Fielding: Paul il Cieco e John il Brutale, furbi e crudeli, dirigono l'ufficio della polizia di Londra e sono temuti persino dal Re.[9]
- Re Giorgio III del Regno Unito: Nell'avventura "Blek a Londra", Navarro & Mitton non potevano non fare incontrare i tre trapper con il sovrano inglese e ciò avviene durante un gran ballo in maschera a Buckingham Palace. In questa sede avviene un duello tra Blek e uno dei famigerati Fratelli Fielding. E addirittura Blek duella con la spada del Re, con un'abilità degna di Zorro. Poi per uscire dal Palazzo Blek sequestra il Re e lo lascia libero proprio a Withechapel in mezzo alla povertà della parte più miserabile del suo popolo.[9]
- Il Dittatore: Nel 1786 il generale tedesco, barone Wolfgang Von Kradok, cavaliere dell'ordine teutonico, arriva con il suo reggimento dall'Assia in America, e con un colpo di stato detronizza il governatore britannico Lord Archibald Halifax. In seguito con la forza magnetica della sua personalità delirante conduce gran parte degli abitanti delle colonie inglesi in una follia collettiva che porta a fucilazioni di tutti i suoi oppositori, rogo pubblico di libri e altre violenze. Lord Halifax si vede costretto a chiedere aiuto a Blek e al professor Occultis. Infatti Blek (definito da Kradok il capo dei terroristi) si incarica di annientare le truppe del dittatore, mentre il professore con una sua invenzione fa prendere il volo al dittatore sulla sua poltrona e lo fa esplodere in volo. Unico personaggio positivo è il professore universitario Konrad Leipzig, vecchio amico del professore che muore cercando di uccidere il dittatore.[26]
- Maestro Freeb: Il governatore Lord Caldwell ha fatto arrivare dall'Inghilterra, un sinistro negromante chiamato Maestro Freeb, discendente diretto del celebre mago e alchimista John Dee e maestro della Teurgia, un'oscura magia che conferisce il potere di agire a distanza. È arrivato insieme al gigantesco servo slavo Gorgov e a una fanciulla, Jenny, che spaccia per sua figlia ma che in realtà rapì da neonata ai suoi veri genitori, utilizzandola poi per delle messe nere. In possesso di una ciocca di capelli di Blek, Freeb esegue un rito tipico della magia voodoo, infilzando con uno spillone una bambolina somigliante a Blek, il quale cade malato con battito cardiaco molto lento, febbre e corpo rigido. La stessa sorte capitata anche a Tex Willer durante la sua lotta contro Yama.[27] Roddy viene mandato in città dal Professore per cercare delle medicine, ma viene catturato dai militari e sbattuto in una cella, dove l'angelica Jenny gli fa rivelare la strada per l'accampamento. Qui arriva il sinistro trio che stordisce il professore, ma Blek nonostante la sua debolezza riesce a sollevarsi dal letto e vedersi, fuori casa, avvicinare da Gorgov. Inizia a lottare contro il gigante, ma durante la lotta il capo dei trapper sente il sangue montargli in testa e scacciargli così il male, perché è dentro di sé che ha la forza di guarire (come gli insegnò il saggio Waskahona) e vince il colosso. Freeb arriva dal bosco e tenta di ipnotizzare Blek che viene salvato dal professore già soccorso da Jenny. Travestito di nero come il Maestro Freeb, il professore, insieme a Jenny, libera Roddy dalle prigioni e poi convince Lord Caldwell a far entrare tutta la guarnigione nelle celle sotterranee per compiere un grande rito magico. Giocandolo in tale maniera il Professore rovina la carriera del governatore.[28]
- Il Gatto: Il generale inglese Trevor Gardner, duca di Tètedure e comandante della regione di Greenville, organizza un complotto in cui un acrobatico personaggio che nasconde le sue fattezze dietro una maschera e va in giro con un mantello a forma di pipistrello uccide il colonnello americano Williams per poi accusare Blek. Roddy e il professore lo aiutano a dimostrare la sua innocenza scoprendo che dietro la maschera del Gatto vi è la marchesa Dany Dunoir, graziosa prostituta di alto bordo, dal corpo bello e muscoloso (la si vede spogliarsi dietro un paravento) ma con voce di timbro maschile. Durante la fuga da Blek, il Gatto si sfracella con il suo cavallo su degli scogli, dopo un volo spaventoso dalla scogliera.[29]
- Tenente Dedhed: Ufficiale inglese di forte Killer dalla faccia di morte. Ha il volto probabilmente sfigurato da un incendio, dapprima rapisce la futura moglie di Blek, Piccolo Piede, poi bombarda il campo Urone dove ormai vive Blek con sua moglie. Muore ucciso da Piccolo Piede. Nell'edizione italiana è chiamato il tenente Deadhead.[16]
- La Civetta: Nel paesino di Findlay, situato nella regione di Washington, agisce una banda di falsi cieci, capitanati da un individuo misterioso chiamato "la Civetta", mascherato con un grande cappello, occhiali neri e mantello. La Civetta è alleato anche con il capitano Jameson, comandante la locale caserma delle giubbe rosse, che riceve una parte dei profitti di questo crimine organizzato. Purtroppo per questi individui arrivano in paese Blek, Roddy e il Professore che rispondono alle loro violenze e con il loro esempio fanno decidere la popolazione, ormai stanca di questa tirannia, ad insorge contro la banda dei falsi cieci e contro le giubbe rosse. Purtroppo la Civetta riesce a fuggire. Nel successivo episodio "La notte della Civetta", il sinistro personaggio cerca vendetta e si allea con gli indiani Chippewa. Fattosi consegnare un carico d'armi dalle giubbe rosse del capitano Jameson, la Civetta con gli indiani attacca Findlay, mettendolo a ferro e a fuoco. Blek coi suoi trapper, passando per un pericoloso sentiero di montagna, taglia la strada ai Chippewa e poi insegue la Civetta. L'ultimo duello è ai bordi di un crepaccio e Blek durante la lotta, con un calcio, mette fine alla vita della Civetta.[30]
- I Tutori: Blek, Roddy e il Professore arrivano in un villaggio di cui non conoscono il nome e vengono a sapere che gli abitanti devono pagare il pizzo allo squallido Mister Brannon e ai suoi scagnozzi conosciuti come "i Tutori". Blek però, viene da subito colpito dal viso di un ebanista immerso nel suo lavoro e la sua mente torna indietro nel tempo, a quando era bambino e aiutava il padre, cartografo del Re di Francia. Un triste giorno padre e figlio diretti a Parigi vengono fermati da una banda di ladri. Un uomo valoroso interviene a difenderli ma si prende il proiettile destinato a Diodato Leroc. Prima di morire lo sconosciuto chiede al padre di Blek di occuparsi del figlio Stephan, ma spira prima di poter dire dove vive il bambino. Da allora Blek vive con un immenso debito morale ereditato dal padre, ma Stephan tratta con odio Blek, finché all'ennesima violenza di Mister Brannon, l'ebanista esige il pagamento del debito. Blek deve insegnare a Stephan a battersi e a combattere, un compito pazzesco a cui il capo dei trapper non può sottrarsi. Dopo una settimana Mister Brannon con i suoi scagnozzi ritornano in paese per esigere il pizzo e Stephan lo sfida e avendo fatto tesoro degli insegnamenti di Blek, riesce a sconfiggere il capo dei banditi. Banditi, che intanto, sono disarmati da Roddy e il professore e sono così costretti a sloggiare dal paese. Blek e i suoi amici, se ne vanno senza dire i loro nomi e il parroco del villaggio, che in realtà sa chi sono, li equipara a tre angeli scesi dal Paradiso. Mister Brannon cerca vendetta e tende un'imboscata ai tre amici e durante la lotta il capo dei Tutori si prende una pallottola destinata a Blek. Come sottolinea il professore, una storia iniziata venti anni prima con un uomo assassinato al posto di un altro e conclusa in quel giorno con la morte di un uomo ucciso al posto di un altro. Ma senza alcun debito da pagare[31].